# 中央華盛頓大學
中央華盛頓大學（Central Washington University，缩写：CWU）是一座位于美国华盛顿州埃伦斯堡的地区性公立大学，西距西雅图110英里（180）。在该大学就学的西班牙裔学生较多，约占全校学生总数的15%。

## 历史
1890年其前身华盛顿州立师范学校（Washington State Normal School）在埃伦斯堡成立，1891年9月6日借用华盛顿公学（Washington Public School）的建筑开课。1893年其第一座建筑“Barge Hall”建成，随后逐年扩大校区，学术水平也渐渐提高。2025年《美國新聞與世界報道》 “西部地區大學排名”中其列在第35位。

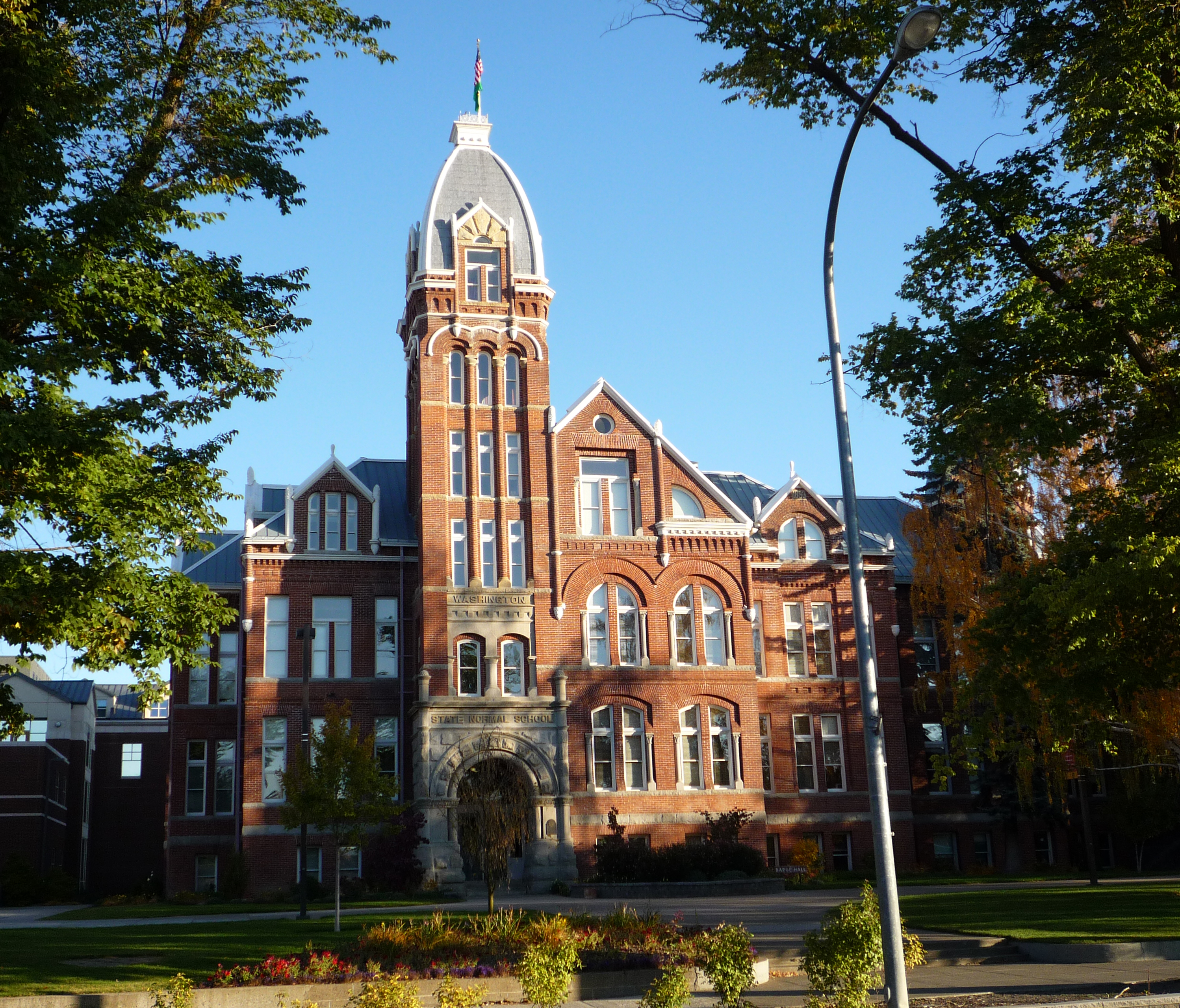
Barge Hall

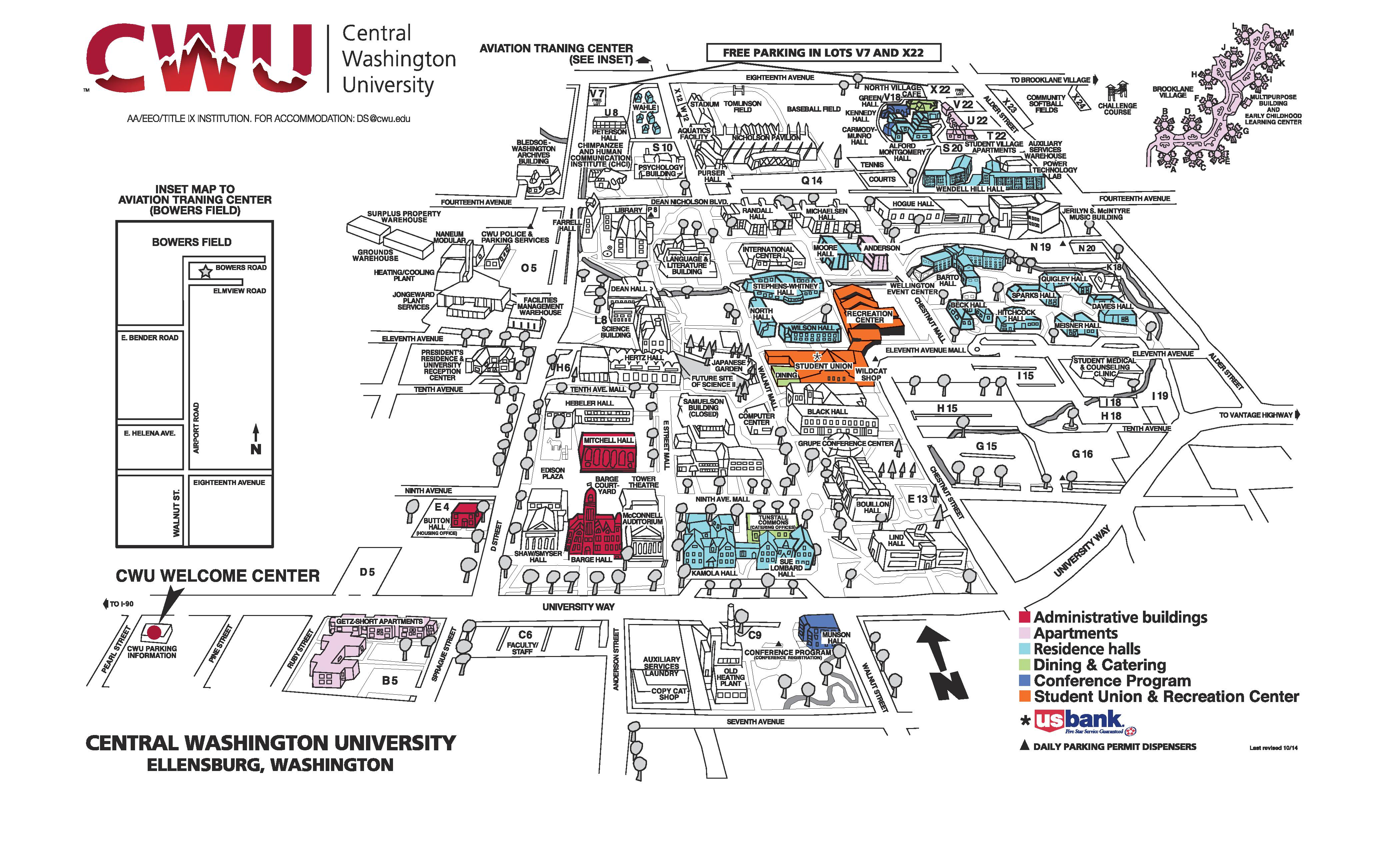
校园布局图

## 外部連接
- 官方网站
- Central Washington Athletics website （页面存档备份，存于）